# Maurice Malone (football)
Maurice Malone, né le 17 août 2000 à Augsbourg, est un footballeur allemand qui évolue au poste d'attaquant à l'FK Austria Vienne.

## Biographie

### Carrière en club
Né à Augsbourg en Allemagne, Maurice Malone est formé par le FC Augsbourg, et commence sa carrière en prêt, dans les divisions inférieures allemande, puis en Bundesliga autrichienne,.
Le 12 août 2023, Maurice Malone est transféré au FC Bâle en première division suisse pour 2 000 000€ où il signe un contrat de quatre saisons. Il marque son premier but contre l'Yverdon-Sport FC lors d'une défaite trois buts à deux à l'extérieur. Lors de cette saison il participera à seize rencontres pour trois buts.
Le 22 juin 2024, Maurice Malone est prêté au FK Austria Vienne avec option d'achat. En mai 2025, il quitte le FC Bâle et est transféré définitivement dans le club viennois.

### Carrière en sélection
En novembre 2022, Maurice Malone est convoqué pour la première fois avec l'équipe nationale d'Allemagne espoirs,. Il honore sa première sélection le 19 novembre 2022, lors d'un match contre l'Italie. Il est remplaçant et buteur, pendant que son équipe s'impose 4-2 à Ancône,.